# 아르센 줄팔라캰
아르센 레보니 줄팔라캰(아르메니아어: Արսեն Լևոնի Ջուլֆալակյան, 1987년 5월 8일~)은 아르메니아의 레슬링 선수이다. 2012년 하계 올림픽에서 남자 그레코로만형 웰터급 은메달을 획득했고 세계 레슬링 선수권 대회에서 금메달 1개, 은메달 1개, 동메달 2개를 획득했다.
소련 국가대표 레슬링 선수이자 올림픽 금메달리스트인 레본 줄팔라캰의 아들이다.